# Paraceras melis
Espèce
Synonymes
- Pulex melis Walker, 1856 - protonyme

Paraceras melis est une espèce de puces de la famille des Ceratophyllidae. Elle parasite entre autres les blaireaux, les loups, les renards et les fouines.

## Liste des sous-espèces
Selon Catalogue of Life (19 avril 2019) :
- sous-espèce Paraceras melis flabellum Wagner, 1916
- sous-espèce Paraceras melis melis (Walker, 1856)

## Étymologie
Son nom spécifique, melis, fait référence au genre Meles, les blaireaux, l'un des groupes parasités. 